# Inertial Upper Stage

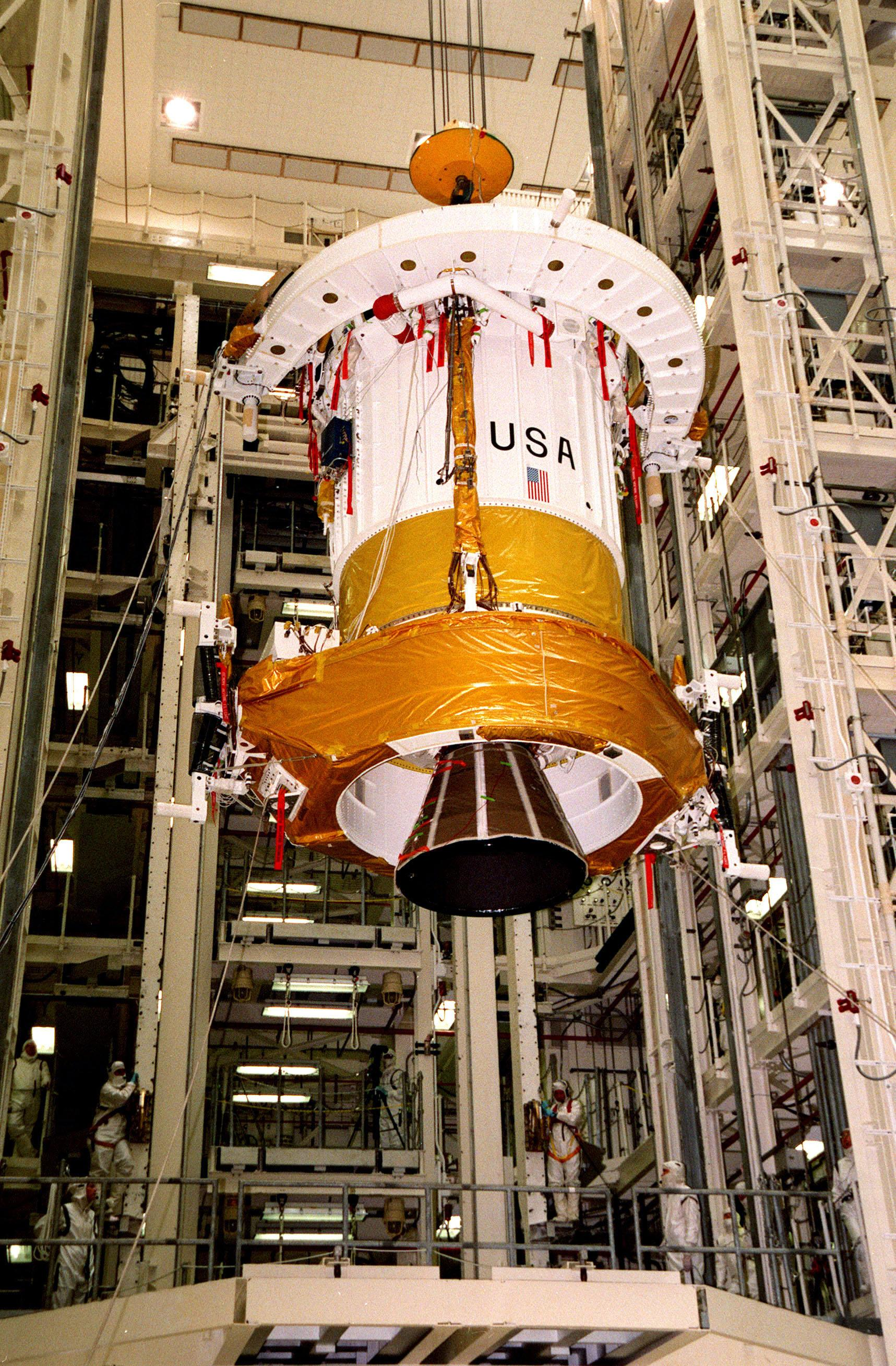
IUS-27 brachte das Röntgenteleskop Chandra in seine hochelliptische Umlaufbahn

Die IUS (Inertial Upper Stage, deutsch etwa: „Trägheitsnavigierte Oberstufe“, oder ursprünglich Interim Upper Stage, deutsch etwa: vorläufige Oberstufe) ist ein von Boeing hergestelltes, zweistufiges Modul, um Satelliten aus einer niedrigen Erdumlaufbahn in einen geostationären Orbit oder eine interplanetare Umlaufbahn zu bringen.

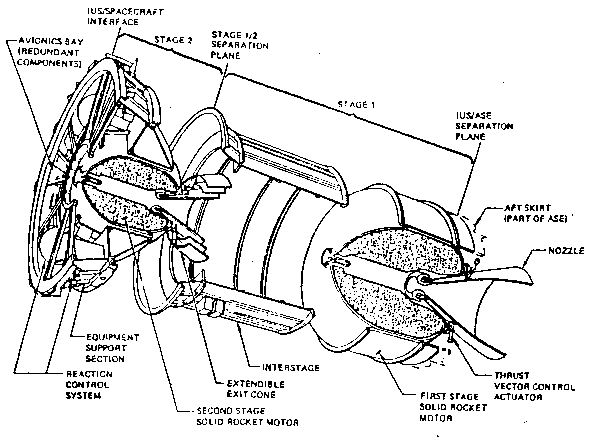
Komponenten der Inertial Upper Stage

Die IUS ist um alle drei Raumachsen stabilisiert und hat zwei Feststoffraketenmotoren, Orbus-21 und Orbus-6, für die beiden Impulsstöße einer Hohmannbahn.
Ursprünglich nur als Zwischenlösung bis zur Einführung der Centaur-G-Stufe auf dem Space Shuttle gedacht (daher der ursprüngliche Name), wurde die IUS nach der Einstellung des Shuttle-Centaur-Programms zur Standardoberstufe für schwere geostationäre Nutzlasten und Tiefraummissionen.
Die IUS wurde sowohl auf Raketen vom Typ Titan-34D, Titan-4A-, Titan-4B als auch vom Space Shuttle eingesetzt. Die Nutzlastkapazitäten in den geostationären Orbit waren wie folgt:
- Shuttle: 2268 kg
- Titan-34D: 1817 kg
- Titan-4A: 2364 kg
- Titan-4B: 2860 kg

Nutzlasten waren neben TDRSS-Kommunikationssatelliten und militärischen Satelliten die NASA-Missionen Magellan, Ulysses, Galileo und Chandra.
Beim Start der Raumsonde Ulysses wurde die IUS mit einer zusätzlichen PAM-S-Oberstufe ausgestattet, um Ulysses auf eine besonders hohe Fluchtgeschwindigkeit zu bringen.

## Startliste
| Lfd. Nr. | Seriennr. | Datum              | Trägerrakete            | Nutzlast              | Nutzlast-Typ                               | Orbit         | Bemerkung                                                                                                   |
| -------- | --------- | ------------------ | ----------------------- | --------------------- | ------------------------------------------ | ------------- | --- |
| 1        | IUS-2     | 30. Oktober 1982   | Titan-34D IUS           | DSCS-2 F16, DSCS-3 A1 | zwei militärische Kommunikationssatelliten | GSO           | |
| 2        | IUS-1     | 4. April 1983      | Space Shuttle IUS       | TDRS 1                | NASA-Kommunikationssatellit                | GSO           | |
| 3        | IUS-11    | 24. Januar 1985    | Space Shuttle IUS       | Magnum 1              | Militärischer Abhörsatelit                 | GSO           | |
| 4        | IUS-12    | 3. Oktober 1985    | Space Shuttle IUS       | DSCS-3 B4, DSCS-3 B5  | zwei militärische Kommunikationssatelliten | GSO           | |
| 5        | IUS-3     | 28. Januar 1986    | Space Shuttle IUS       | TDRS 2                | NASA-Kommunikationssatellit                | GSO           | Fehlschlag: Space Shuttle Challenger explodiert                                                             |
| 6        | IUS-7     | 26. September 1988 | Space Shuttle IUS       | TDRS 3                | NASA-Kommunikationssatellit                | GSO           | |
| 7        | IUS-9     | 13. März 1989      | Space Shuttle IUS       | TDRS 4                | NASA-Kommunikationssatellit                | GSO           | |
| 8        | IUS-18    | 4. Mai 1989        | Space Shuttle IUS       | Magellan              | Raumsonde zur Venus                        | Interplanetar | |
| 9        | IUS-8     | 14. Juni 1989      | Titan-4(02)A IUS        | DSP-14                | Frühwarnsatellit                           | GSO           | |
| 10       | IUS-19    | 18. Oktober 1989   | Space Shuttle IUS       | Galileo               | Raumsonde zum Jupiter                      | Interplanetar | |
| 11       | IUS-5     | 23. November 1989  | Space Shuttle IUS       | Magnum 2              | Militärischer Abhörsatelit                 | GSO           | |
| 12       | IUS-17    | 6. Oktober 1990    | Space Shuttle IUS PAM-S | Ulysses               | Raumsonde zur Sonne                        | Interplanetar | |
| 13       | IUS-6     | 13. November 1990  | Titan-4(02)A IUS        | DSP-15                | Frühwarnsatellit                           | GSO           | |
| 14       | IUS-15    | 2. August 1991     | Space Shuttle IUS       | TDRS 5                | NASA-Kommunikationssatellit                | GSO           | |
| 15       | IUS-14    | 24. November 1991  | Space Shuttle IUS       | DSP-16                | Frühwarnsatellit                           | GSO           | |
| 16       | IUS-13    | 13. Januar 1993    | Space Shuttle IUS       | TDRS 6                | NASA-Kommunikationssatellit                | GSO           | |
| 17       | IUS-20    | 22. Dezember 1994  | Titan-4(02)A IUS        | DSP-17                | Frühwarnsatellit                           | GSO           | |
| 18       | IUS-26    | 13. Juli 1995      | Space Shuttle IUS       | TDRS 7                | NASA-Kommunikationssatellit                | GSO           | |
| 19       | IUS-4     | 23. Februar 1997   | Titan-4(02)B IUS        | DSP-18                | Frühwarnsatellit                           | GSO           | |
| 20       | IUS-21    | 9. April 1999      | Titan-4(02)B IUS        | DSP-19                | Frühwarnsatellit                           | GSO           | unbrauchbarer Orbit wegen Fehler der IUS-Oberstufe; Satellit wird für technologische Experimente verwendet. |
| 21       | IUS-27    | 23. Juli 1999      | Space Shuttle IUS       | Chandra               | Röntgenteleskop                            | HEO           | |
| 22       | IUS-22    | 8. Mai 2000        | Titan-4(02)B IUS        | DSP-20                | Frühwarnsatellit                           | GSO           | |
| 23       | IUS-16    | 6. August 2001     | Titan-4(02)B IUS        | DSP-21                | Frühwarnsatellit                           | GSO           | |
| 24       | IUS-10    | 14. Februar 2004   | Titan-4(02)B IUS        | DSP-22                | Frühwarnsatellit                           | GSO           | |